# Everything I Have Is Yours
Everything I Have Is Yours is een Amerikaanse muziekfilm uit 1952 onder regie van Robert Z. Leonard.

## Verhaal
Het dansende echtpaar Chuck en Pamela Hubbard droomt er al jaren van om met hun nummer naar Broadway te gaan. Als ze die kans eindelijk krijgen, komt Pamela erachter dat ze zwanger is. Haar arts verbiedt haar om nog te dansen. Chuck huurt Sybil Meriden in als vervangster. Pamela wordt al vlug jaloers op haar.

## Rolverdeling
| Acteur         | Personage       |
| -------------- | --------------- |
| Marge Champion | Pamela Hubbard  |
| Gower Champion | Chuck Hubbard   |
| Dennis O'Keefe | Alec Tacksbury  |
| Monica Lewis   | Sybil Meriden   |
| Dean Miller    | Monty Dunstan   |
| Eduard Franz   | Phil Meisner    |
| John Gallaudet | Ed Holly        |
| Diana Cassidy  | Revuemeisje     |
| Elaine Stewart | Revuemeisje     |
| Jonathan Cott  | Freddie         |
| Robert Burton  | Dr. Charles     |
| Jean Fenwick   | Mevrouw Tirson  |
| Mimi Gibson    | Pamela (3 jaar) |
| William Kerwin | Larry           |
| Wilson Wood    | Roy Tirson      |